# Distrito de Sabarkantha
Sabarkantha (en guyaratí; સાબરકાંઠા જિલ્લો ) es un distrito de India en el estado de Guyarat . Código ISO: IN.GJ.SK.
Comprende una superficie de 7 390 km².
El centro administrativo es la ciudad de Himmatnagar.

## Demografía
Según censo 2011 contaba con una población total de 2 427 346 habitantes.